# Macrosiphum gaurae
Macrosiphum gaurae är en insektsart som först beskrevs av Williams, T.A. 1911.  Macrosiphum gaurae ingår i släktet Macrosiphum och familjen långrörsbladlöss. Inga underarter finns listade i Catalogue of Life.